# Federazione calcistica del Brasile
La Confederação Brasileira de Futebol (Confederazione Brasiliana di Calcio, abbreviato in CBF) è la federazione brasiliana di calcio. È nata nel 1979 dalle ceneri della Confederação Brasileira de Desportos (Confederazione Brasiliana degli Sport, CBD) e ha come colori nazionali il verde e l'oro.
La CBF è affiliata alla FIFA (inizialmente come CBD) dal 1923 e alla CONMEBOL, confederazione alle cui competizioni partecipano le squadre di club e la nazionale brasiliana, dal 1916. La CBF è una delle due federazioni, insieme a quella francese, ad aver vinto tutte le competizioni calcistiche maschili di livello mondiale, con l'eccezione del Torneo olimpico giovanile di calcio (al quale non ha partecipato). Le cinque manifestazioni prese in esame sono: la Coppa del mondo (cinque vittorie), la Coppa del mondo Under-20 (cinque vittorie), la Coppa del mondo Under-17 (quattro vittorie), la Confederations Cup (quattro vittorie) e il Torneo olimpico di calcio (due vittorie). I 20 successi complessivi della federazione brasiliana (al 2021) nelle cinque competizioni sopra elencate costituiscono un record per una singola federazione calcistica a livello mondiale. Quella brasiliana è inoltre l'unica federazione ad aver vinto due o più volte ognuna delle competizioni sopra elencate.